# Orthomorpha
Orthomorpha är ett släkte av mångfotingar. Orthomorpha ingår i familjen orangeridubbelfotingar.

## Dottertaxa tillOrthomorpha, i alfabetisk ordning[1]
- Orthomorpha acuta
- Orthomorpha ambigua
- Orthomorpha anastasia
- Orthomorpha aphanes
- Orthomorpha arboricola
- Orthomorpha armata
- Orthomorpha aspera
- Orthomorpha atrorosea
- Orthomorpha avia
- Orthomorpha baliorum
- Orthomorpha beaumontii
- Orthomorpha beroni
- Orthomorpha bimontana
- Orthomorpha bipulvillata
- Orthomorpha bipunctata
- Orthomorpha bisculcata
- Orthomorpha bivittata
- Orthomorpha borneona
- Orthomorpha cingulata
- Orthomorpha circofera
- Orthomorpha clivicola
- Orthomorpha comotti
- Orthomorpha conspicua
- Orthomorpha constricta
- Orthomorpha coonoorensis
- Orthomorpha coriacea
- Orthomorpha cornuta
- Orthomorpha crucifera
- Orthomorpha dentata
- Orthomorpha doriae
- Orthomorpha endeusa
- Orthomorpha festae
- Orthomorpha flaviventer
- Orthomorpha francisca
- Orthomorpha glandulosa
- Orthomorpha gorongozae
- Orthomorpha hartmanni
- Orthomorpha herpusa
- Orthomorpha hingstoni
- Orthomorpha hirtipes
- Orthomorpha hydrobiologica
- Orthomorpha javanica
- Orthomorpha karschi
- Orthomorpha longipes
- Orthomorpha massainni
- Orthomorpha mediovirgata
- Orthomorpha melanopleuris
- Orthomorpha melischi
- Orthomorpha mikrotropis
- Orthomorpha minlana
- Orthomorpha miranda
- Orthomorpha nigricornis
- Orthomorpha oatesii
- Orthomorpha orophila
- Orthomorpha palonensis
- Orthomorpha pardalis
- Orthomorpha paviei
- Orthomorpha penicillata
- Orthomorpha pilifera
- Orthomorpha proxima
- Orthomorpha pygmaea
- Orthomorpha roseipes
- Orthomorpha rotundata
- Orthomorpha rotundicollis
- Orthomorpha rugulosa
- Orthomorpha scabra
- Orthomorpha scutigeroides
- Orthomorpha semicarnea
- Orthomorpha serrulata
- Orthomorpha setosa
- Orthomorpha sumbawana
- Orthomorpha thienemanni
- Orthomorpha tuberculata
- Orthomorpha uncinata
- Orthomorpha variegata
- Orthomorpha watsa
- Orthomorpha weberi
- Orthomorpha willeyi
- Orthomorpha vinosa
- Orthomorpha zehntneri